# Michael Bedzyk
Michael J. Bedzyk es un físico estadounidense de rayos X y profesor de ciencia e ingeniería de materiales en la Universidad Northwestern.

## Biografía
Recibió su licenciatura, maestría y doctorado, todos de la Universidad de Albany. Su tesis doctoral se tituló Análisis de ondas estacionarias de rayos X para bromo quimisorbido en silicio.
Su programa de investigación incluye el desarrollo de nuevas sondas de rayos X y la caracterización de superficies, interfaces y estructuras de películas delgadas con resolución atómica. Realiza experimentos utilizando instalaciones de rayos X internas y de sincrotrón. Estos últimos han mejorado enormemente la sensibilidad química y estructural para estudiar sistemas tan diluidos como una centésima parte de una monocapa atómica.
Miembro elegido miembro de la Sociedad Estadounidense de Física en 1998y de la Asociación Estadounidense para el Avance de la Ciencia en 2012. Obtuvo el Premio Bertram Eugene Warren de Física de Difracción otorgado por la Asociación Estadounidense de Cristalografía en 1994.